# Lou Dijkstra

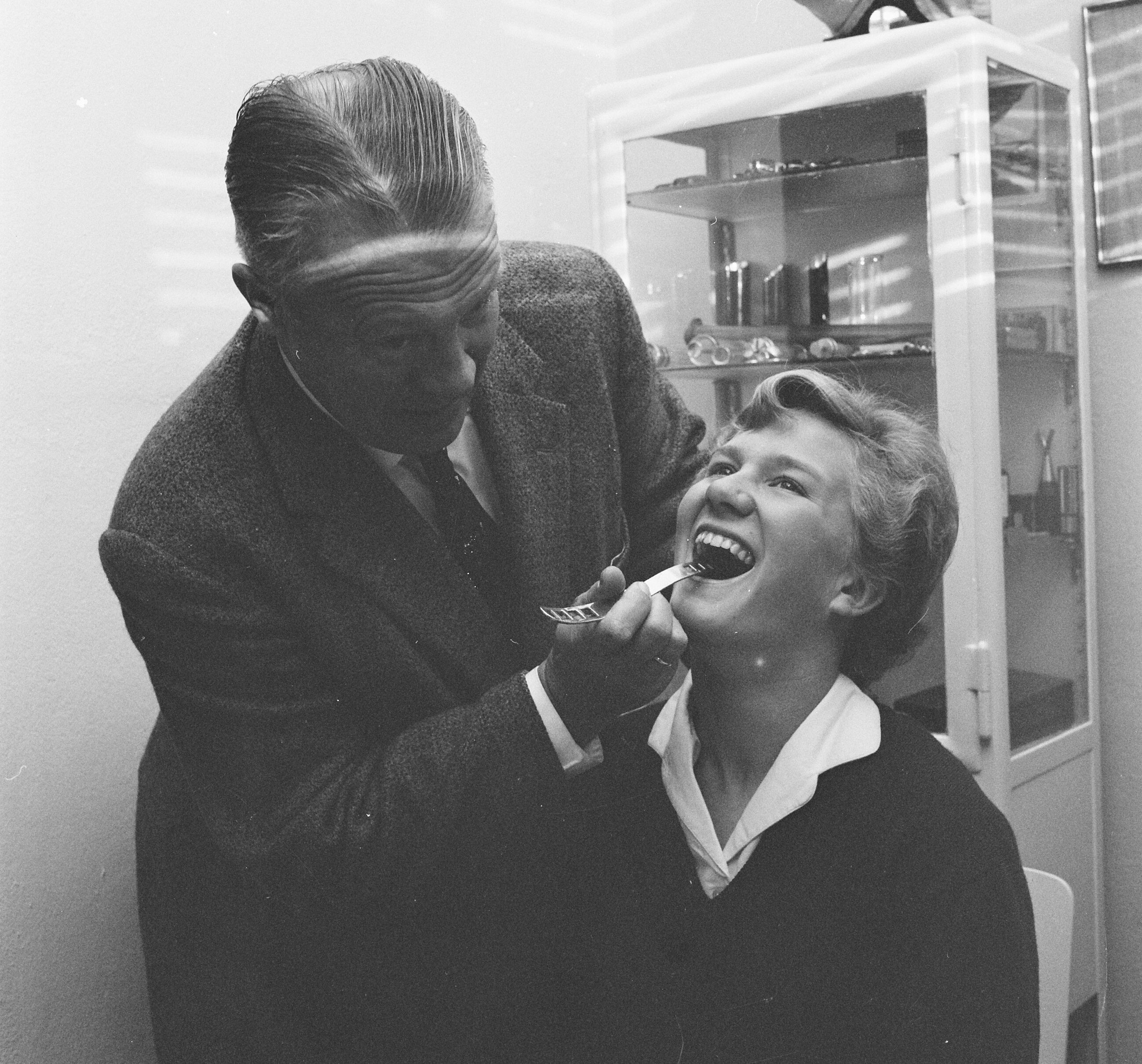
Lou Dijkstra "onderzoekt" zijn dochter Sjoukje in 1960

Luitzen (Lou) Dijkstra (Paesens, 7 mei 1909 – Amstelveen, 24 april 1964) was een Nederlandse arts en schaatser.
Zijn beste klassering was een tweede plaats bij het Nederlands kampioenschap van 1933. Hij nam deel aan de Olympische Winterspelen 1936, waar hij op alle afstanden uitkwam. Bij de wereldkampioenschappen was zijn beste resultaat de 11e plaats in het eindklassement in 1935. Nog in 1950 kwam hij uit tijdens het Nederlands kampioenschap.
Dijkstra was ook een verdienstelijk wielrenner, zeiler en voetballer. Zo was hij keeper bij het Haagse VUC. Van beroep was hij medicus. Hij werd huisarts in Akkrum en verhuisde in 1942 naar Amstelveen.
Na de oorlog werd hij door de KNSB geschorst, omdat hij lid van de NSB geweest zou zijn, alhoewel hij door de Bijzondere rechtspleging van alle blaam was gezuiverd. In 2023 kreeg Dijkstra, die met een Joodse vrouw getrouwd was, postuum eerherstel van de schaatsbond, na onderzoek door de sporthistorici Marnix Koolhaas en Jurryt van de Vooren.
Dijkstra was een steunpilaar voor zijn dochter Sjoukje, die vanaf 1960 triomfen vierde bij het kunstrijden op de schaats. Enkele weken na het hoogtepunt in haar carrière, olympisch goud op de Winterspelen in 1964, kwam hij om het leven bij een verkeersongeluk in zijn woonplaats.

## Resultaten
| jaar | NK Allround | EK Allround | WK Allround | Olympische Spelen                        |
| ---- | ----------- | ----------- | ----------- | ---------------------------------------- |
| 1929 | nc16        |             |             |                                          |
| 1933 | Zilver      |             | 17e         |                                          |
| 1935 |             |             | 11e         |                                          |
| 1936 |             | 16e         | 18e         | 24e 500m 20e 1500m 16e 5000m 20e 10.000m |
| 1941 | nc17        |             |             |                                          |
| 1942 | nc21        |             |             |                                          |
| 1947 | ns2         |             |             |                                          |
| 1951 | nf3         |             |             |                                          |

## Persoonlijke records
| Afstand      | Tijd    | Datum            | Baan         |
| ------------ | ------- | ---------------- | ------------ |
| 500 meter    | 45,8    | 1 februari 1936  | Davos        |
| 1000 meter   | 1.36,0  | 7 februari 1935  | Sankt Moritz |
| 1500 meter   | 2.24,8  | 2 februari 1935  | Davos        |
| 3000 meter   | 5.03,6  | 29 januari 1935  | Davos        |
| 5000 meter   | 8.47,2  | 26 januari 1936  | Oslo         |
| 10.000 meter | 18.12,2 | 11 februari 1933 | Oslo         |